# Lomnický štít
Lomnický štít (2.634 moh.) er den næst højeste bjergtop i Høje Tatra og i Slovakiet (regnet blandt toppe med primærfaktor over 100 m). Op til toppen fører en svævebane, og det gør toppen til en af de mest besøgte bjergtoppe i Høje Tatra.
Svævebanen til Lomnický štít blev bygget i 1940 . Nedre station for svævebanen ligger i Tatranská Lomnica, 900 moh. Ved den øvre station på toppen ligger et astronomisk-meteorologisk institut.